# Martin Lecián
Martin Lecián (31. října 1900 Ostrožské Předměstí – 6. října 1927 Olomouc) byl český zločinec a sériový vrah opředený řadou pověstí. Byl odsouzen k trestu smrti, ale při pokusu o útěk zabil jednoho ze strážců. Jeho případ byl velmi proslulý, objevilo se dokonce i několik článků v novinách, které jej glorifikovaly a vyzdvihovaly jeho odvahu. Byl znám také jako Postrach Moravy.

## Životopis
Narodil se 31. října 1900 v Uherském Ostrohu a do svých osmnácti let byl vychováván v polepšovně. Okamžitě po svém propuštění se začal věnovat trestné činnosti a byl tehdejším krajským soudem v Uherském Hradišti dvakrát trestán. Během vojenské služby pětkrát zběhl. Po svém posledním zběhnutí se seznámil s Marií Křenovskou a společně se začali věnovat vykrádání pokladen po celé Moravě. Ty otevíral tak, že po obnažení 4 – 5 mm silného pláště pokladny ničil zámkový mechanizmus a poté již otevíral pokladnu, aniž by musel překonávat dusaný popel, který byl umístěn až za zámkem. Tento postup používal, aby nemusel jako mnoho jiných kasařů vdechovat dusaný popílek z mezistěn kasy, protože trpěl tuberkulózou.
V Prostějově však byl Lecián s Křenovskou zadržen a převezen do nemocnice v Olomouci. Odtud 10. prosince 1926 utekl spolu s nebezpečným zločincem Szekelyem. Zranili přitom i dva strážné. Poté se společně dopustili řady krádeží, ale 21. prosince se v Bučovicích rozešli. Lecián zůstal na Moravě a Szekely odešel na Slovensko. Po obou bylo vyhlášeno okresním četnickým velitelstvím ve Vyškově pátrání.
19. ledna 1927 se Lecián dopustil své první vraždy. Ve Slavkově u Brna čtyřmi výstřely zabil obecního strážníka Rudolfa Hanáka, který jej vyrušil při vloupání. Další den se při krádeži v obchodě pokusil zabít jeho majitele a četnického strážmistra Poledňáka. O měsíc později zavraždil v jihlavském podniku Grafona hlídače Františka Marčíka. V polovině února byl při cestě vlakem poznán četníkem Šilhavým. Lecián po něm několikrát vystřelil, a nakonec vyskočil z jedoucího vlaku. Bylo po něm vyhlášeno pátrání s odměnou 10 000 korun za dopadení. Lecián se začal maskovat a v kriminální činnosti pokračoval. Veřejnost oslavovala jeho odvahu a vznikaly o něm kramářské písně, které ho popisovaly jako galantního kasaře, který okrádá bohaté.
Jeho obliba skončila 8. března, kdy dvěma ranami zastřelil ve Veselí nad Moravou četnického strážmistra Antonína Stuchlého, který měl krátce po svatbě a očekával narození potomka. Krátce nato postřelil na nádraží vojenského rotmistra Chvalovského, protože si ho spletl s četníkem. Následně bylo zalarmováno četnictvo a armáda. Došlo k několika přestřelkám. Při jedné z nich, u obce Polešovice, byl Lecián zraněn, ale přesto policii stále unikal. Teprve 23. dubna byl zadržen v Novém Bohumíně civilními policisty Halířem a Kalužou. Následovalo čtyřměsíční vyšetřování a následně i šestidenní proces. 3. září 1927 byl odsouzen k vyloučení z armády, propadnutí zbraní, ztrátě volebního práva a k trestu smrti oběšením. Avšak 25. září se, spolu s kasařem a dezertérem Kašpaříkem, pokusil o útěk. Povedlo se jim zmocnit zbraně a zabít strážného Ferencze Kisse, ale nakonec byli po přestřelce dopadeni. Díky tomu byla prezidentem republiky zamítnuta jeho žádost o milost. Lecián byl popraven na dvoře olomoucké vojenské věznice 6. října 1927 v 6:00. Popravil jej Leopold Wohlschlager, který tak zakončil svou 39letou kariéru nejdříve jako popravčí pro Země Koruny české za Rakousko-Uherska a poté jako státní popravčí pro Čechy a Moravu.

## Nástupci
Šest let po Leciánově popravě se jej pokusil František Ondráš překonat. Sám sebe označoval za jeho "dědice" a ještě za Leciánova života tvrdil, že bude horší než on. Ondráš zabil dva četníky, ale sám byl ze strachu zavražděn dvěma ze svých kompliců, bratry Gerspitzery. Ti byli odsouzeni k trestu smrti.
Po několika letech se další osobou, která se snažila Leciána napodobit, stal kasař Jozef Prekop z Červeného Kameňa u Púchova. Ten však byl brzy zraněn při přestřelce a zatčen ve Vinohradské nemocnici, kde žádal o ošetření.